# Karen Courville
Karen Courville (Panamá, 7 de julio de 1977) es una médica internista y nefróloga e investigadora panameña. Reconocida por exponer y estudiar la enfermedad renal crónica no tradicional en su país y por promover la investigación científica afuera de la capital. Es jefa de la Unidad de Hemodiálisis del Hospital Dr. Gustavo Nelson Collado de la Caja de Seguro Social, en Chitré, provincia de Herrera, Panamá. Es investigadora del Instituto de Ciencias Médicas de Las Tablas, provincia de Los Santos. Es la investigadora con más citas (64,145) en Google Scholar, en el país.
Desde septiembre de 2021 es presidenta de la Sociedad Panameña de Nefrología e Hipertensión. También es integrante del Comité de Enfermedad Renal Crónica no tradicional de la Sociedad Latinoamericana de Nefrología e Hipertensión, y de la Asociación Centroamericana y del Caribe de Nefrología e Hipertensión.
En noviembre de 2022, fue incluida como una de las 16 científicas en la exhibición titulada Mujeres Panameñas Impactando Nuestra Ciencia de la Secretaria Nacional de Ciencia, Tecnología e Innovación.

## Biografía
Realizó sus estudios de primaria y secundaria en el Instituto Italiano Enrico Fermi.
Es doctora en Medicina, egresada de la Facultad de Medicina de la Universidad de Panamá, en 2001.
Tiene una maestría en Medicina Interna en el Complejo Hospitalario Metropolitano Dr. Arnulfo Arias Madrid/Universidad de Panamá, de donde también posee un doctorado en Nefrología.
Realizó un fellow de investigación en el Centro de Investigación Clínica de Enfermedades Raras Aldo e Cele Dacco, del Instituto de Investigación Farmacológica Mario Negri, Bergamo, Italia.
Es jefa del Programa de Nefrología del Hospital Dr. Gustavo N. Collado en Chitré, desde el año 2012.
En el año 2020, lideró una investigación sobre la prevalencia de Enfermedad Renal Crónica de causas no tradicionales en la provincia de Herrera y los Santos.
En septiembre de 2021, fue nombrada como presidenta de Sociedad Panameña de Nefrología e Hipertensión, la cual lideró hasta el 2023.

## Premios y reconocimientos
- La Investigadora con más citas (64,145) en Google Scholar, en el país.[5][8]
- Fellow del American College of Physicians, capítulo Centroamérica y Panamá.[8]
- Premio Mujer en la Innovación 2024, Gala Oye Mujer.
- Investigadora del año 2022 del American College of Physicians, capítulo Centroamérica y Panamá.
- Delegada nacional para Panamá en el Congreso Mundial de Nefrología de 2023.[12]
- Premio Dr. Carlos J. Finlay 2001, en ceremonia de graduación de la Escuela de Medicina. Un reconocimiento que recibió por sus esfuerzos en investigación y ciencia.[6]
- Premio Dr. Francisco Lagrutta 2002, otorgado por el Comité Científico de la Asociación Médica de los Estudiantes de Panamá por su interés en investigación.[8]

## Publicaciones
Algunas de sus publicaciones:
- Nefropatía Mesoamericana en Panamá Central, 2022.[13]
- Infección por COVID-19 en pacientes en Hemodiálisis en Panamá 2020, 2021.[14]
- Efectos de la infección por COVID-19 en pacientes renales. Encuesta Latinoamericana ACECANH 2020, 2020.[15]
- Enfermedad renal crónica de causas no tradicionales en el centro de Panamá, 2022.[16]